# Бендер-Аббас
Бенде́р-Абба́с (перс. بندر عباس‎ МФА: Bandar Abbasо файле  — «Порт Аббаса», Бандарабашъ ) — портовый город на юге Ирана на берегу Персидского залива.

## География
Является столицей провинции Хормозган. Занимает стратегическую позицию в Ормузском проливе. По приблизительным оценкам, население в 2016 составило 526 648 человек.
Динамика численности населения города по годам:
| 1991    | 1996    | 2006    | 2011    | 2016    |
| ------- | ------- | ------- | ------- | ------- |
| 249 504 | 273 578 | 379 301 | 435 751 | 526 648 |

## История и политика
Изначально город назывался Гамрун.

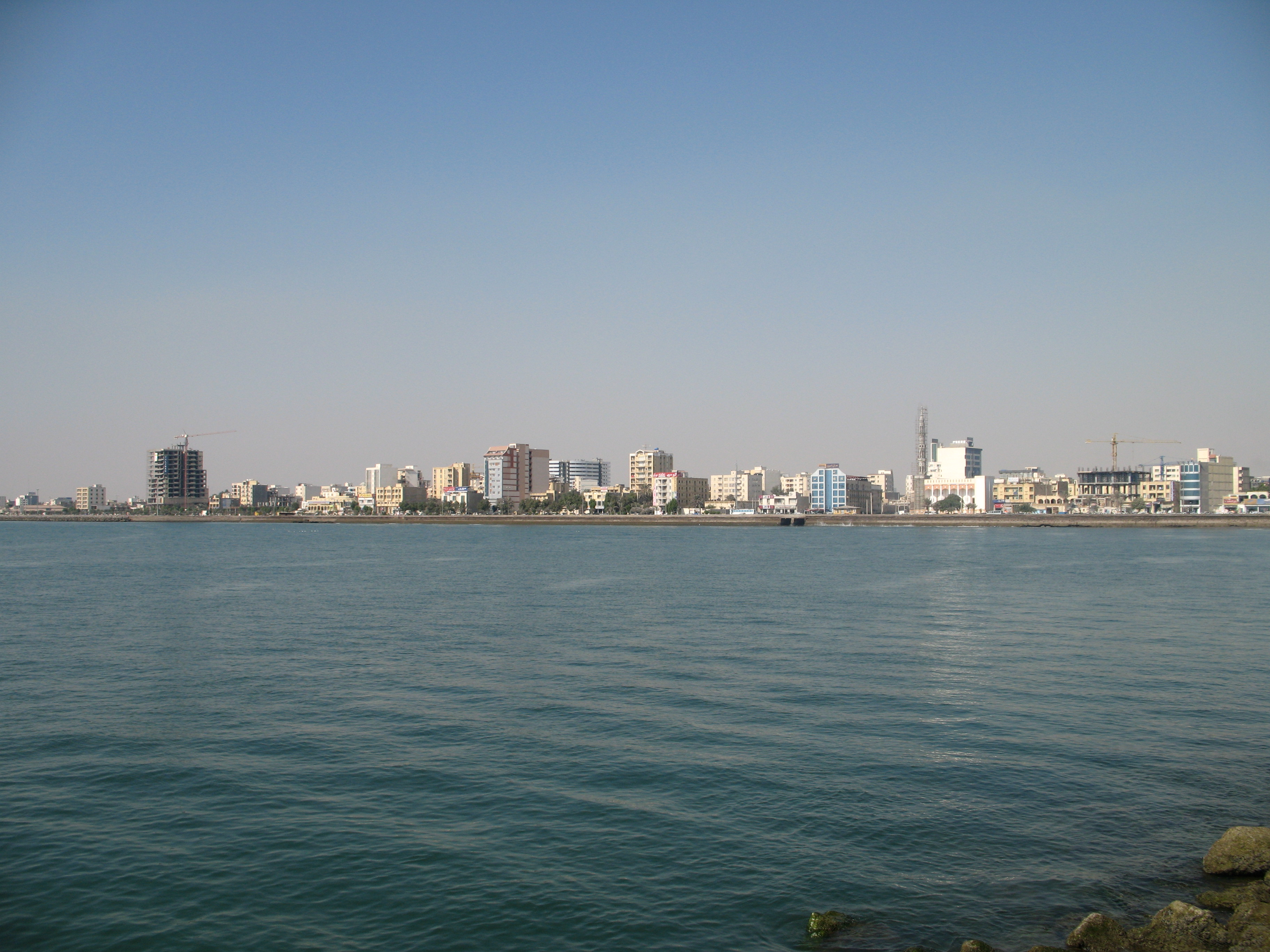
Панорама города

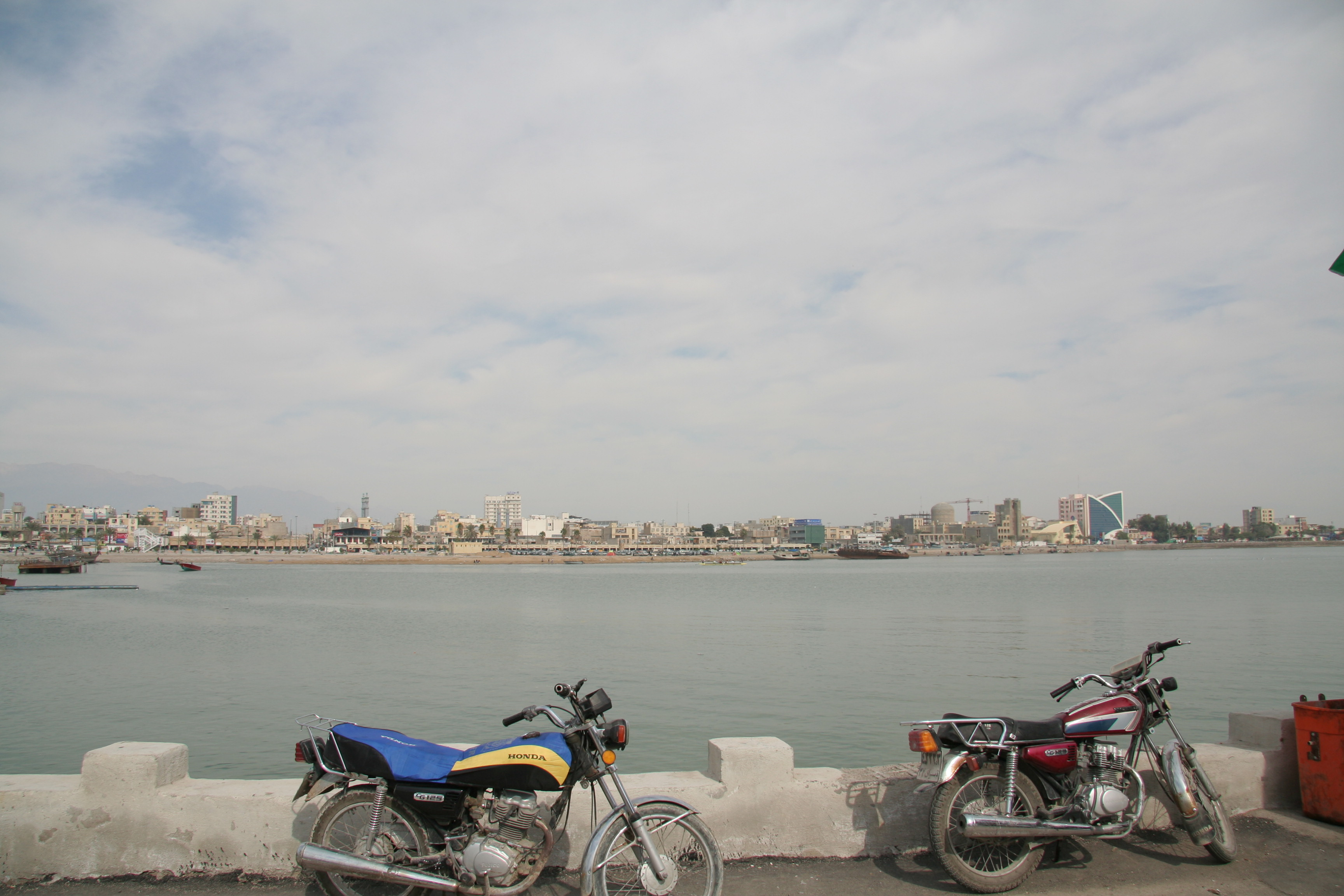
Бендер-Аббас

Около 1470 и 1474 годов его посетил Афанасий Никитин, упомянувший его в своих путевых записках «Хожение за три моря».
В XVI веке португальцы установили свою власть в регионе. В 1612 году они захватили город, который они называли Комбру (Камарау). В 1614 город персы отняли город у португальцев, и он получил название в честь Аббаса I (персидского шаха в 1588—1629). После победы над португальцами в морском сражении возле Ормузского пролива при поддержке британского флота шах превратил город в крупный порт.
Бендер-Аббас служит крупным пунктом доставки для большей части импорта и имеет долгую историю торговли с Индией, грузопоток рос особенно интенсивно во время ирано-иракской войны 1980—1988. Тысячи туристов посещают город и соседние острова Кешм и Ормуз каждый год.
Для России порт Бендер-Аббас важен в экономических отношениях с Индией, потому что перевозить грузы из Индии, Ирана и соседних стран в Центральную Россию быстрее и дешевле через Иран и Каспийское море. Проект российского транспортного коридора «Север-Юг» опирается именно на порт Бендер-Аббас.
Бендер-Аббас при ирано-иракской войне стал городом исключительной важности, поскольку превратился в основной канал связи исламской республики с остальными странами мира, так как тогда важнейшие довоенные порты Хорремшехр и Абадан были разрушены иракской армией и полностью вышли из строя. В 2017 году в городе был открыт нефтеперерабатывающий завод «Звезда Персидского залива».

## Климат
Климат города — жаркий и засушливый. Летом температуры могут достигать 49°С, а зимой опускаться до 5°С. Среднегодовой уровень осадков — около 250 мм, средняя влажность — 66 %.

## Транспорт
Бендер-Аббас является одним из важнейших транспортных узлов целого Ирана, что обусловлено его географическим положением: он лежит на берегу Персидского и Оманского заливов, рядом с островами Кешм, Ормуз и Ларк и близко к Ормузскому проливу. Бендер-Аббас обладает весьма развитой инфраструктурой и промышленностью. Существенная доля товарооборота Ирана с остальными государствами происходит посредством огромного причала, названного именем президента Раджаи. Бендер-Аббас связывают с остальным Ираном национальная железнодорожная линия, первоклассные транзитные дороги, авиалинии, а со внешним миром — многочисленные морские пути.
В городе имеется международный аэропорт.
Расстояние по дорогам до крупных городов Ирана:
- Бендер-Аббас — Керман: 484 км (к северо-востоку)
- Бендер-Аббас — Шираз: 650 км (к северу)
- Бендер-Аббас — Захедан: 722 км (к востоку)

## Достопримечательности
Особняк «Колах-э Фаранги» расположен на набережной Бендер-Аббаса, близко от старой городской пристани, тоже являющейся важною городскою достопримечательностью. Раньше там находились бендер-аббасская таможня и торговые представительства. Здание было построено ещё в период Сефевидов, однако построен в соответствии с традициями европейской архитектуры того времени, потому и названо «Колах-э Фаранги» (Европейская шляпа).
Старинный квартал Сору располагается на западе Бендер-Аббаса. В этом районе были найдены многочисленные монеты каджарского, сефевидского и даже сасанидского периодов, которые ныне находятся в Музее Бендер-Аббаса. Найденные монеты помогли также установить, что у королей Хормоза был монетный двор, где изготовляли медные, серебряные и золотые монеты. Суру был заселен ещё в эпоху Ахеменидов. Ещё в раннеисламский период в Суру проходили торговые пути из Фарса.
Мечеть Гелле-Дари расположена в центре Бендер-Аббаса. Она построена в 1879 г. Хадж-Шейхом Ахмадом Гелле-Дари. У неё есть внутренний двор, больших размеров молельня с 36 украшенными лепниною колоннами, красивый минбар и минареты.
Поблизости от Бендер-Аббаса расположен заповедник «Кух-э Кашар», который протянулся на 50 км и имеет площадь 6,9 тыс. га. Заповедник в основном представляет собою горные регионы и степь. Из растений стоит назвать акацию и тамариск, из животных — горного барана, горного козла, дикую кошку, гиену, рыжую лисицу, а из птиц — дятла и охотничьего сокола. Кроме того, там обитают ящерицы и змеи.